# Chiesa di San Martino Vescovo (Tribano)

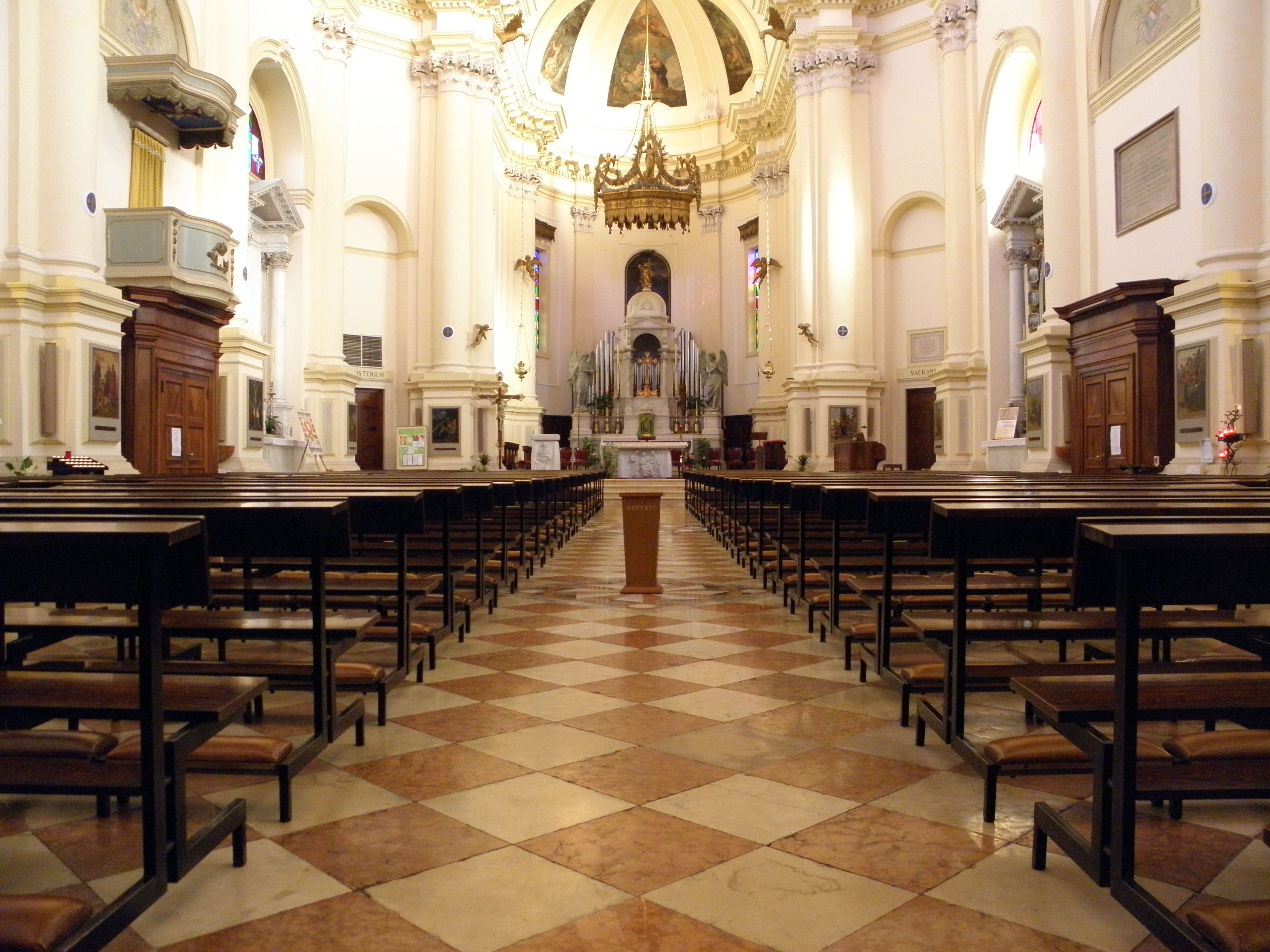
Interno

La chiesa di San Martino Vescovo è la parrocchiale di Tribano, in provincia e diocesi di Padova; fa parte del vicariato del Conselvano.

## Storia
La prima citazione di una chiesa a Tribano risale al 944. La dedicazione a san Martino viene menzionata per la prima volta appena nel 1077. Da un documento del 1572 si viene a sapere che dalla pieve di Tribano dipendevano le chiese di Anguillara, Bagnoli e di Boara Pisani. Tra il 1589 ed il 1593 venne riedificato il campanile e, nella prima metà del XVIII secolo, la chiesa fu ricostruita. La nuova parrocchiale venne consacrata nel 1823. Nel 1941, con l'erezione della parrocchia di San Luca, il territorio della parrocchia di Tribano si ridusse.

## Descrizione

### Organo
In abside, dietro l'altare maggiore, si trova l'organo Mascioni opus 643, costruito nel 1948. La consolle, indipendente, si trova sul lato destro della navata, ed ha due manuali e 26 registri.